# Iwan Iwanow (Skilangläufer)
Iwan Iwanow (* 11. Mai 1987) ist ein ehemaliger russischer Skilangläufer.

## Werdegang
Iwanow startete international erstmals im Januar 2005 beim Europäischen Olympischen Winter-Jugendfestival in Monthey. Dort belegte er den 11. Platz über 7,5 km klassisch, den neunten Rang im Sprint und den siebten Platz über 10 km Freistil. Bei den Junioren-Skiweltmeisterschaften 2007 in Tarvisio gewann er die Silbermedaille mit der Staffel und die Goldmedaille im Sprint. Sein Debüt im Skilanglauf-Weltcup hatte er im Oktober 2007 in Düsseldorf, das er auf dem 31. Platz im Sprint beendete. Im folgenden Monat lief er in Werschina Tjoi erstmals im Eastern-Europe-Cup und errang dabei den 65. Platz über 10 km Freistil. Im weiteren Saisonverlauf kam er mit zwei Top-Zehn-Platzierungen, darunter Platz eins im Sprint in Krasnogorsk, auf den achten Platz in der Gesamtwertung des Eastern-Europe-Cups. Im Januar 2008 holte er in Canmore mit dem 28. Platz im Sprint seine ersten Weltcuppunkte. Drei Tage später erreichte er dort mit Platz zwei im Sprint seine erste und einzige Podestplatzierung im Weltcup. Es folgten drei Ergebnisse in den Punkterängen und zum Saisonende der 54. Platz im Gesamtweltcup und den 21. Rang im Sprintweltcup. In der folgenden Saison gelang ihn mit drei Top-Zehn-Platzierungen, darunter Platz zwei im Sprint in Rybinsk, der siebte Platz in der Gesamtwertung des Eastern-Europe-Cups. Bei den U23-Weltmeisterschaften 2009 in Taninges belegte er den 13. Platz im Sprint. Im folgenden Jahr kam er bei den U23-Weltmeisterschaften in Hinterzarten auf den 48. Platz über 15 km klassisch und auf den 12. Rang im Sprint. Sein letztes Rennen im Eastern-Europe-Cup absolvierte er im Dezember 2010 in Krasnogorsk, welches er auf dem 12. Platz im Sprint beendete.

## Siege bei Continental-Cup-Rennen
| Nr. | Datum             | Ort         | Disziplin       | Serie              |
| --- | ----------------- | ----------- | --------------- | ------------------ |
| 1.  | 23. Dezember 2007 | Krasnogorsk | Sprint Freistil | Eastern-Europe-Cup |